# タルカ
タルカ（西: Talca）は、チリの都市。首都のサンティアゴ・デ・チレから南へ240kmの地点に位置する、タルカ県とマウレ州の中心都市である。人口は23万7295人（2017年）。
市街は1742年に初代スペルンダ伯のホセ・アントニオ・マンソ・デ・バラスコによりサン・アグスティン・デ・タルカの名で建設された。1742年と1928年の地震で少し被害をこうむったが、そのたび復興を遂げた。2010年のチリ地震では震源が近くだったため大きな揺れを受け、旧市街の多くが崩壊した。1818年にはホセ・イグナシオ・シエンフエゴス上院議長とベルナルド・オイギンスがこの地でチリの独立を宣言した。
基幹産業は小麦と中心とした農業とワイン生産。市内にはタルカ大学やマウレカトリック大学があり、とりわけカトリック大学はチリの歴史に重要な役割を果たした。

## 地理
チリ中央盆地のリルカイ川とクラーロ川が合流する地点の南に位置し、市街のど真ん中をパンアメリカンハイウェイが通っている。

### 気候
地中海性気候で、夏はカラッとした暑さに見舞われる一方冬になるとじめじめする。年平均降水量は749mm、平均気温は13℃。
| タルカの気候                    | タルカの気候 | タルカの気候 | タルカの気候 | タルカの気候 | タルカの気候 | タルカの気候 | タルカの気候 | タルカの気候 | タルカの気候 | タルカの気候 | タルカの気候 | タルカの気候 | タルカの気候 |
| 月                              | 1月          | 2月          | 3月          | 4月          | 5月          | 6月          | 7月          | 8月          | 9月          | 10月         | 11月         | 12月         | 年           |
| ------------------------------- | ------------ | ------------ | ------------ | ------------ | ------------ | ------------ | ------------ | ------------ | ------------ | ------------ | ------------ | ------------ | ------------ |
| 平均最高気温 °C （°F）          | 30 (86)      | 28 (82)      | 25 (77)      | 19 (66)      | 15 (59)      | 12 (54)      | 10 (50)      | 12 (54)      | 14 (57)      | 18 (64)      | 22 (72)      | 29 (84)      | 19 (66)      |
| 平均最低気温 °C （°F）          | 14 (57)      | 14 (57)      | 12 (54)      | 8 (46)       | 5 (41)       | 3 (37)       | 2 (36)       | 3 (37)       | 6 (43)       | 8 (46)       | 12 (54)      | 14 (57)      | 8 (46)       |
| 降水量 mm （inch）              | 2 (0.08)     | 2 (0.08)     | 17 (0.67)    | 64 (2.52)    | 105 (4.13)   | 130 (5.12)   | 182 (7.17)   | 128 (5.04)   | 70 (2.76)    | 34 (1.34)    | 12 (0.47)    | 3 (0.12)     | 749 (29.49)  |
| 出典：Weatherbase 2008年2月19日 |              |              |              |              |              |              |              |              |              |              |              |              |              |

## 交通
チリ国鉄とその子会社により首都サンティアゴや太平洋岸のコンスティトゥシオンとを結ぶ特急電車やディーゼル列車が運行されている。

## ギャラリー

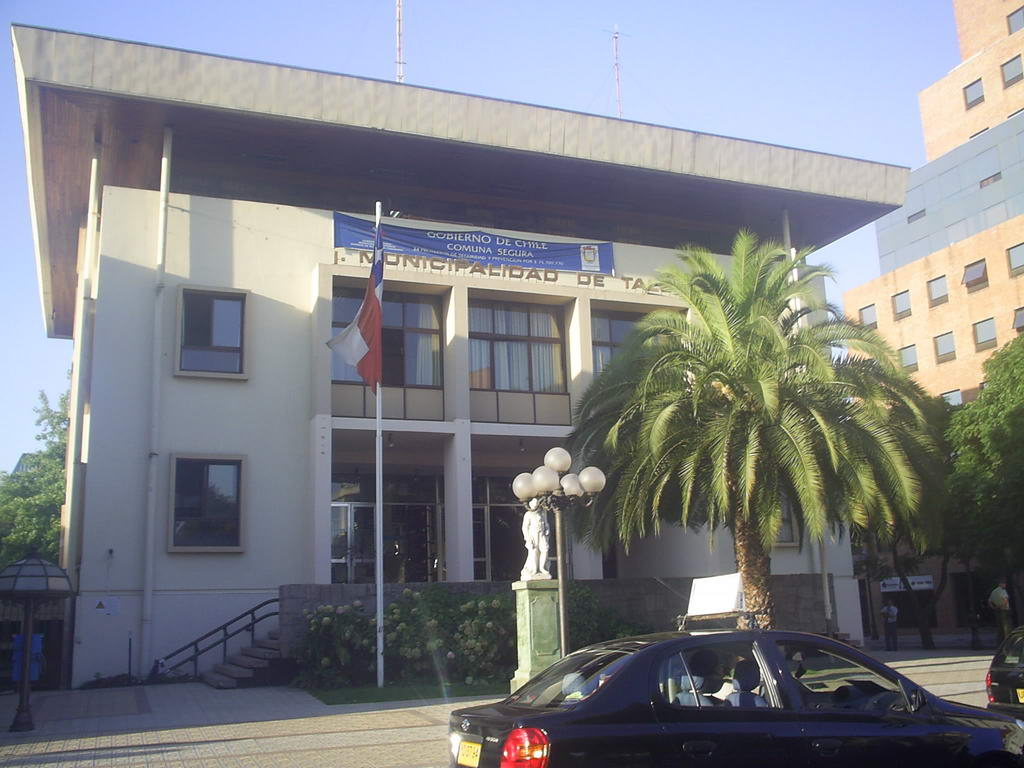
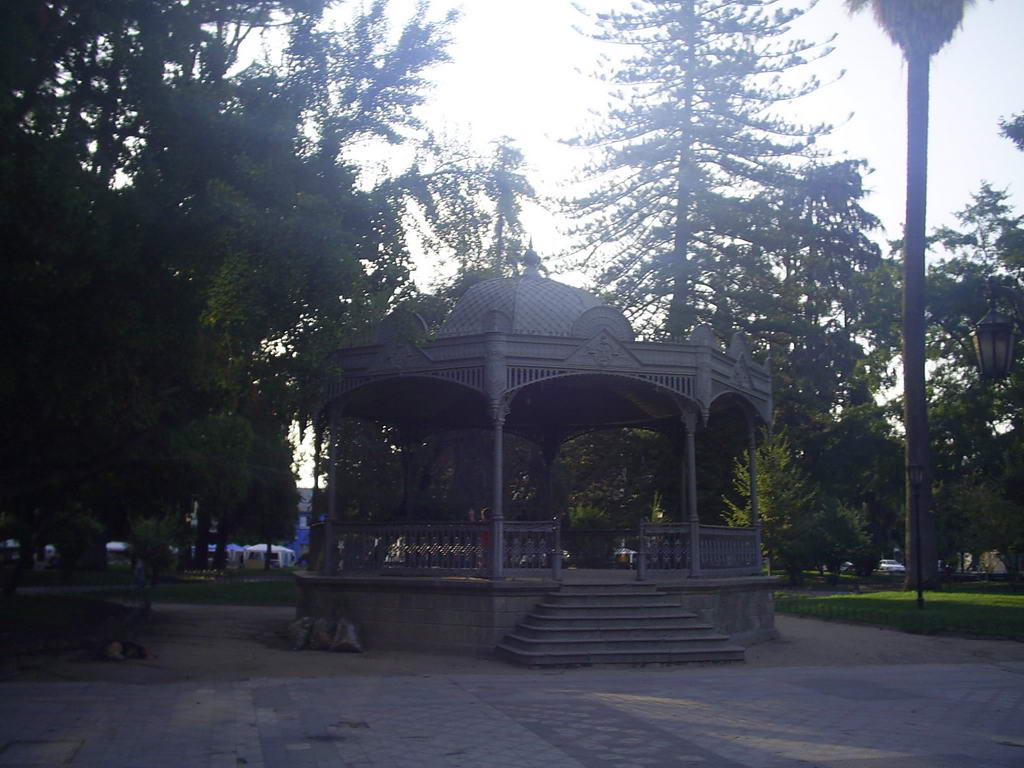
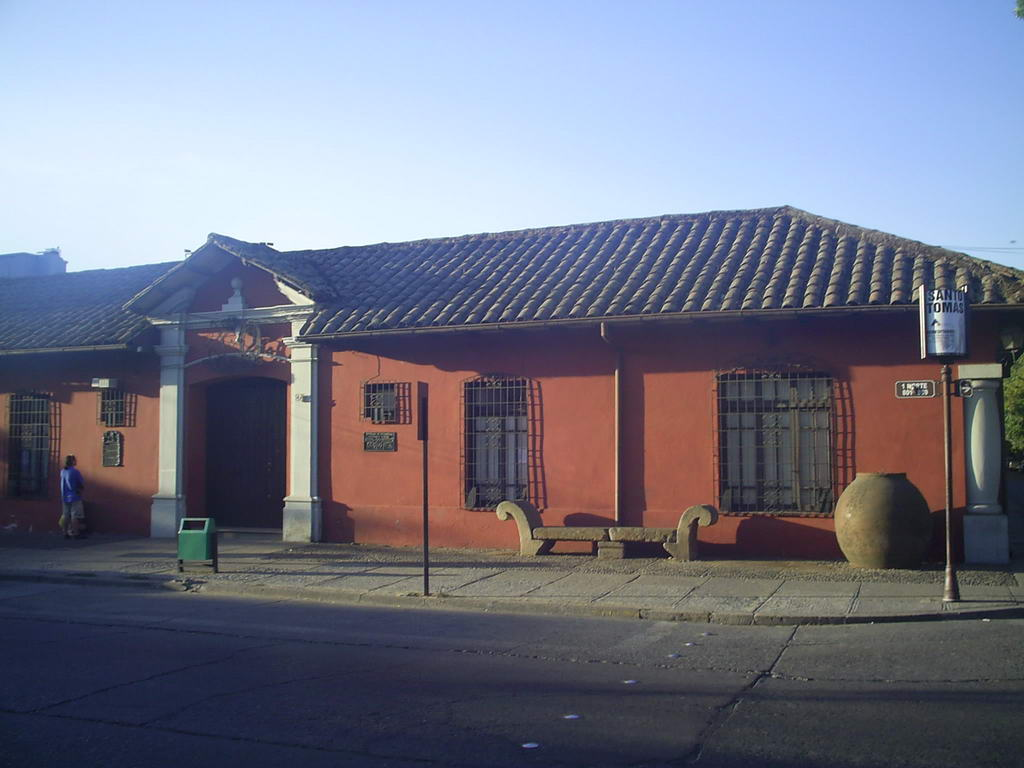
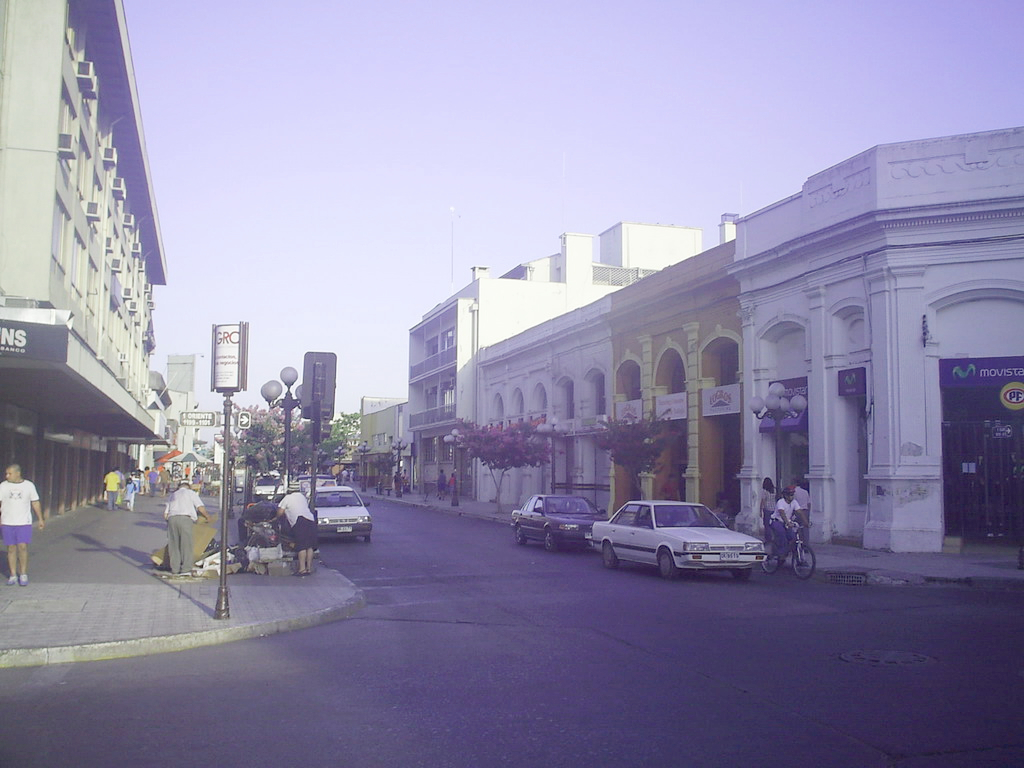